# Le Vanneau-Irleau
Le Vanneau-Irleau is een gemeente in het Franse departement Deux-Sèvres (regio Nouvelle-Aquitaine) en telt 783 inwoners (1999). De plaats maakt deel uit van het arrondissement Niort.

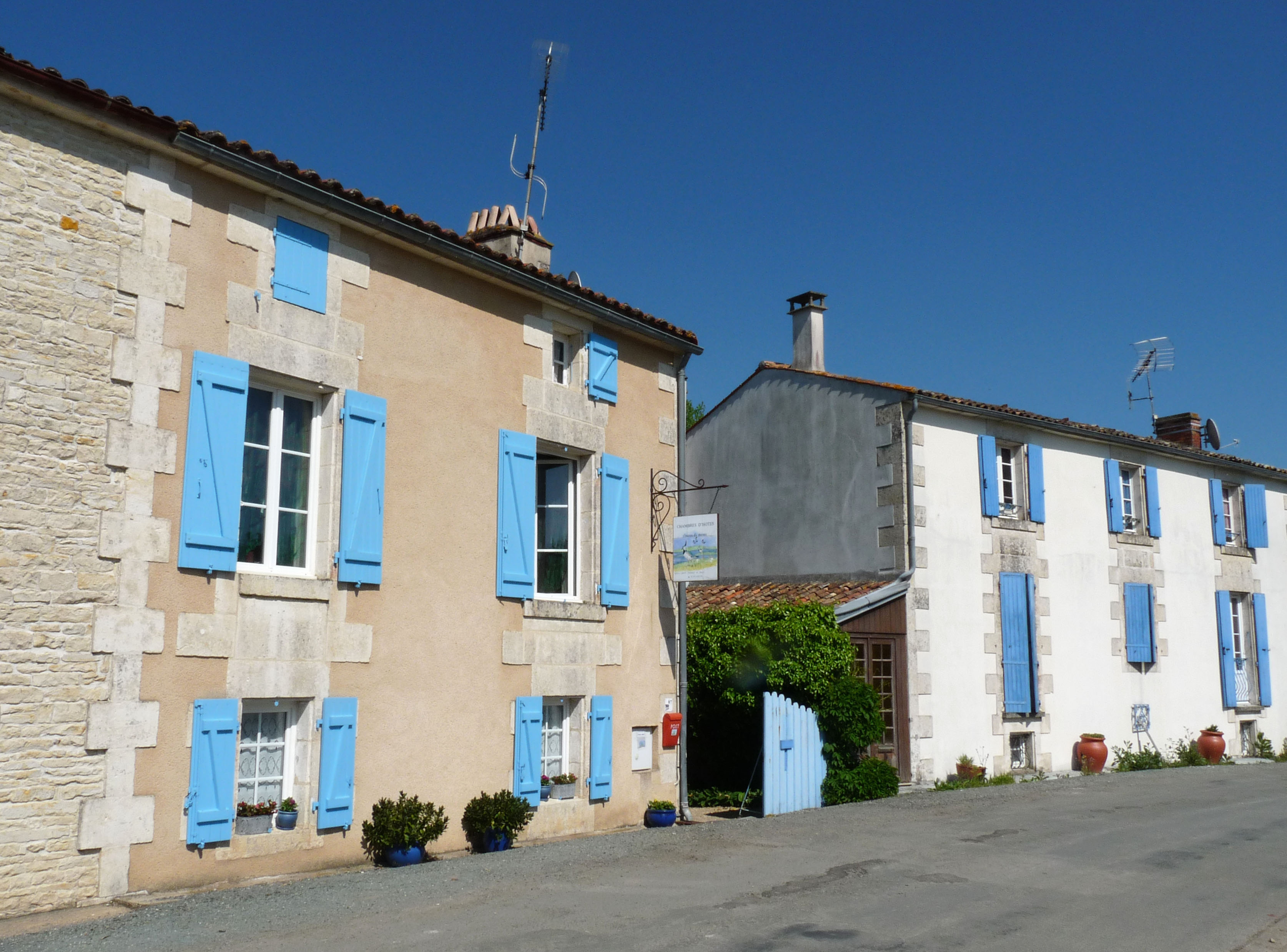
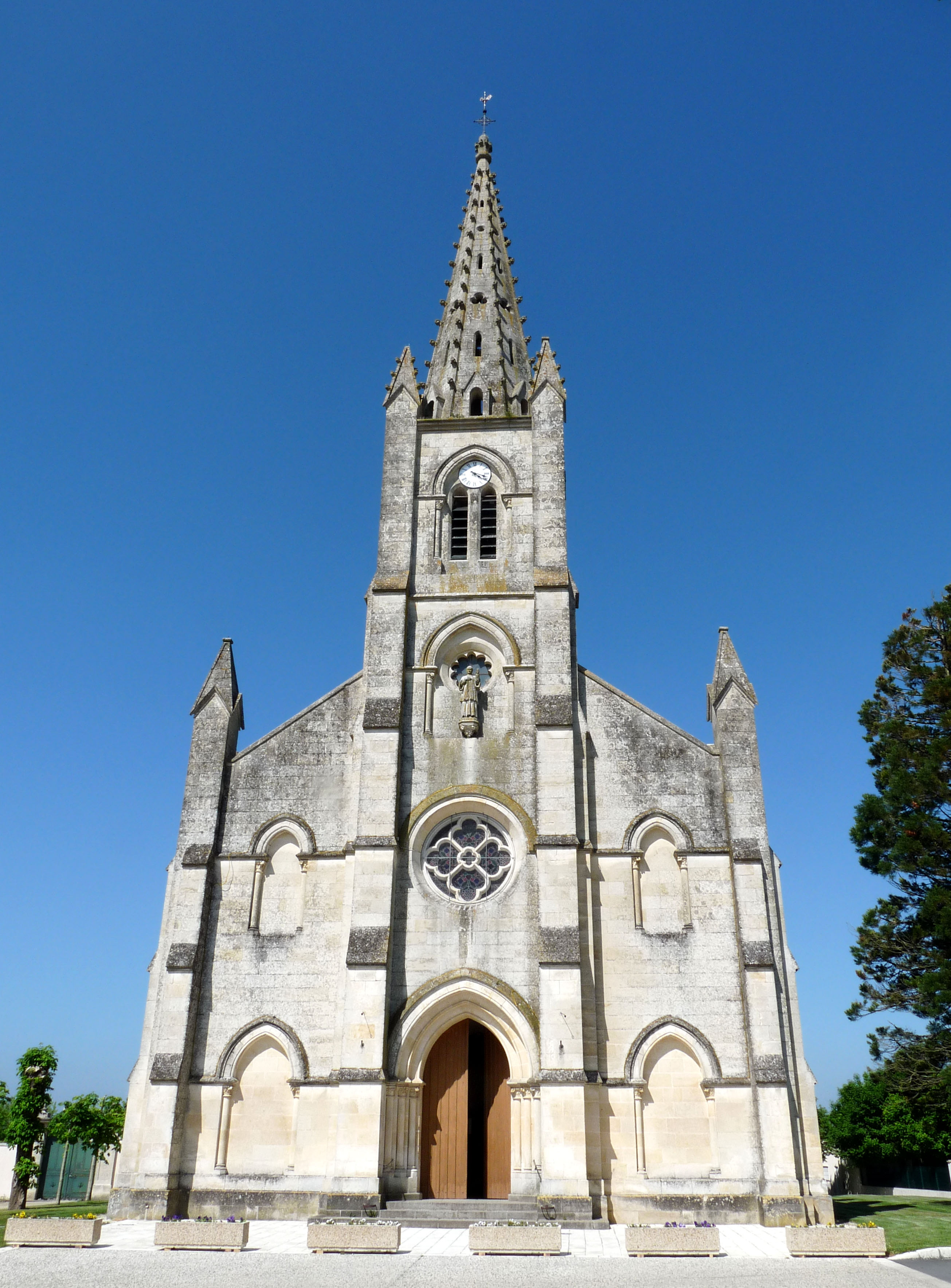

## Geografie
De oppervlakte van Le Vanneau-Irleau bedraagt 14,2 km², de bevolkingsdichtheid is 55,1 inwoners per km².
De onderstaande kaart toont de ligging van Le Vanneau-Irleau met de belangrijkste infrastructuur en aangrenzende gemeenten.

## Demografie
Onderstaande figuur toont het verloop van het inwonertal (bron: INSEE-tellingen).